# 胡楚爾奇納
胡楚爾奇納(烏克蘭語：Гуцульщина）是烏克蘭山地民族胡楚爾人居住的地區。胡楚爾奇納於烏克蘭西部的喀爾巴阡山地區。這一地區多山地和峽谷。雖然胡楚爾人長期遭到不同國家的統治，行政區劃並不自然，但仍然保持了共通的傳統文化、生活習俗和方言。現在胡楚爾奇納除了小部分地區屬羅馬尼亞之外，絕大部分地區都屬於烏克蘭。